# Theropithecus gelada
Theropithecus gelada, còn gọi là khỉ Gelada hay khỉ tim chảy máu là một loài khỉ Cựu thế giới chỉ tìm thấy tại vùng cao nguyên Ethiopia, với một số lượng lớn sống tại dãy núi Semien. Loài khỉ Gelada không thực sự là khỉ đầu chó (Khỉ đầu chó bao gồm tất cả các thành viên của chi Papio) mà là thành viên còn tồn tại duy nhất của chi Theropithecus. Theropithecus bắt nguồn từ từ có nguồn gốc Hy Lạp "thú-vượn". Giống như họ hàng gần của nó là khỉ đầu chó (chi Papio), nó hầu như sống trên cạn, dành phần lớn thời gian kiếm ăn trên vùng thảo nguyên.

## Hình ảnh

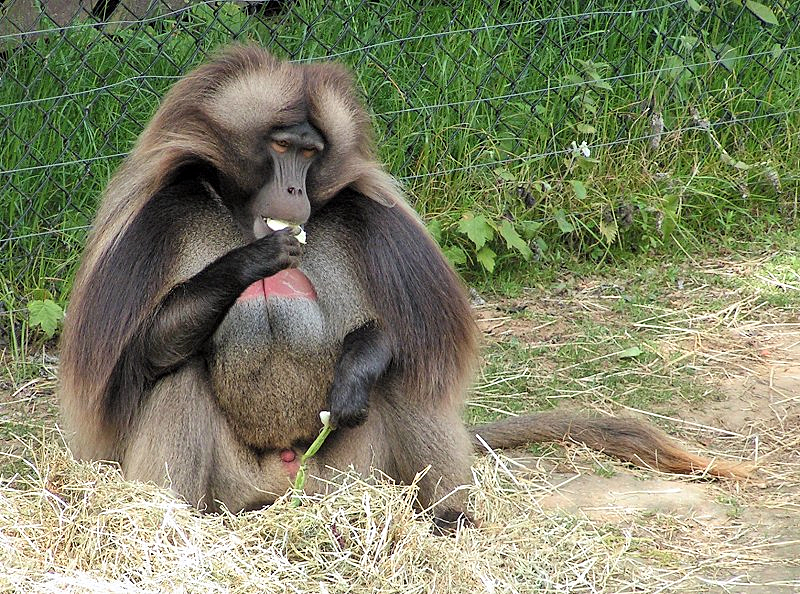
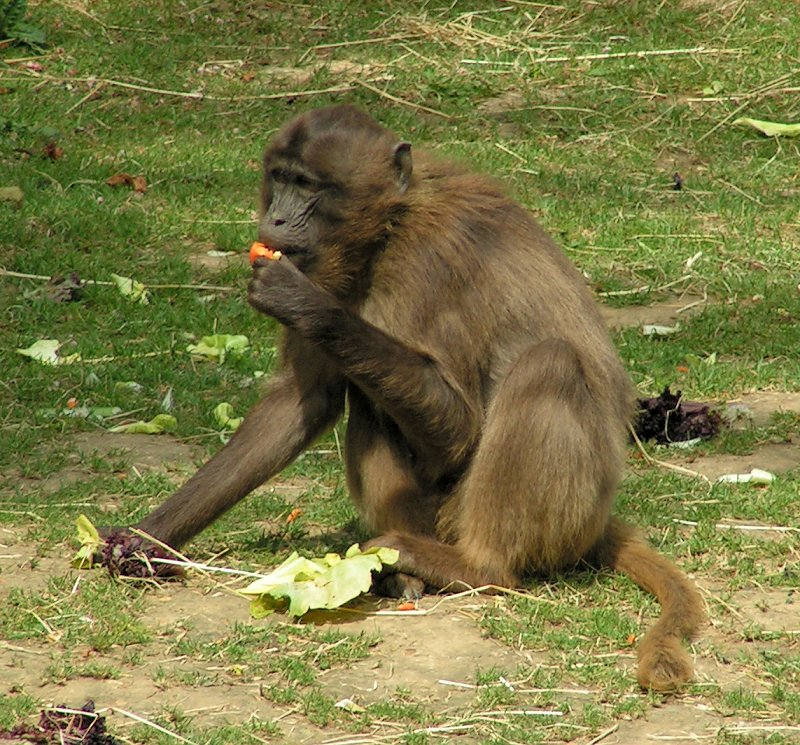
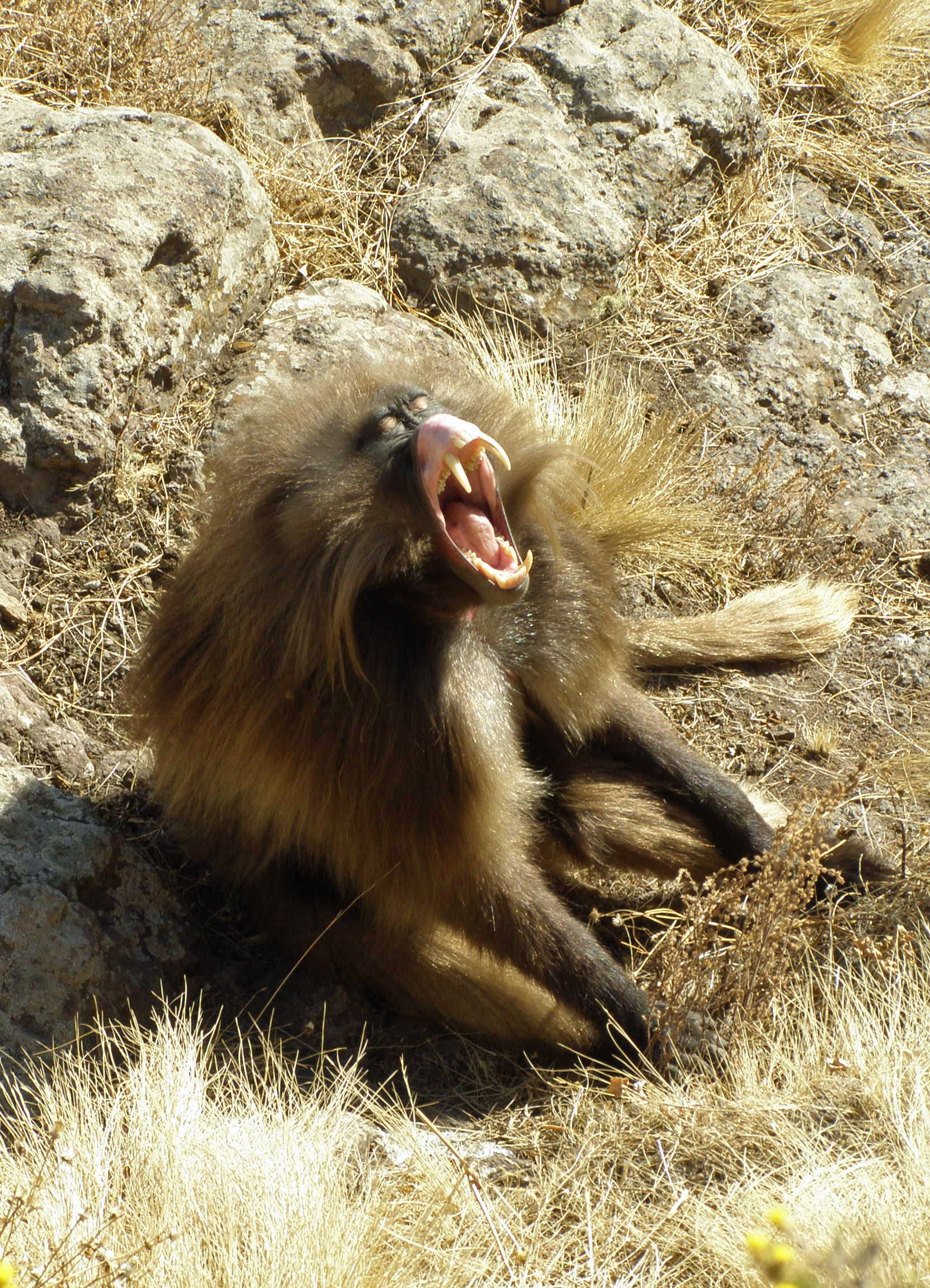
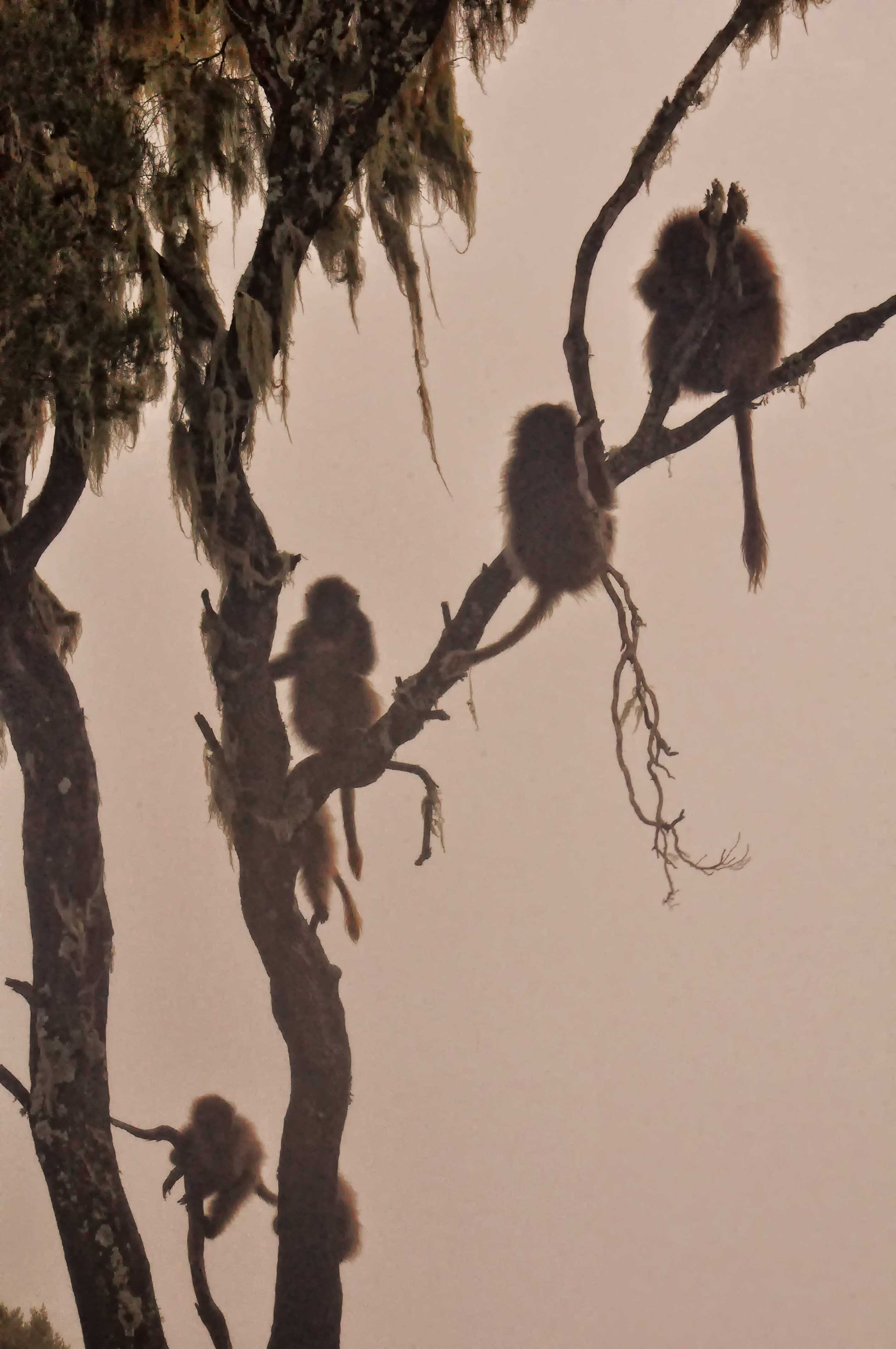
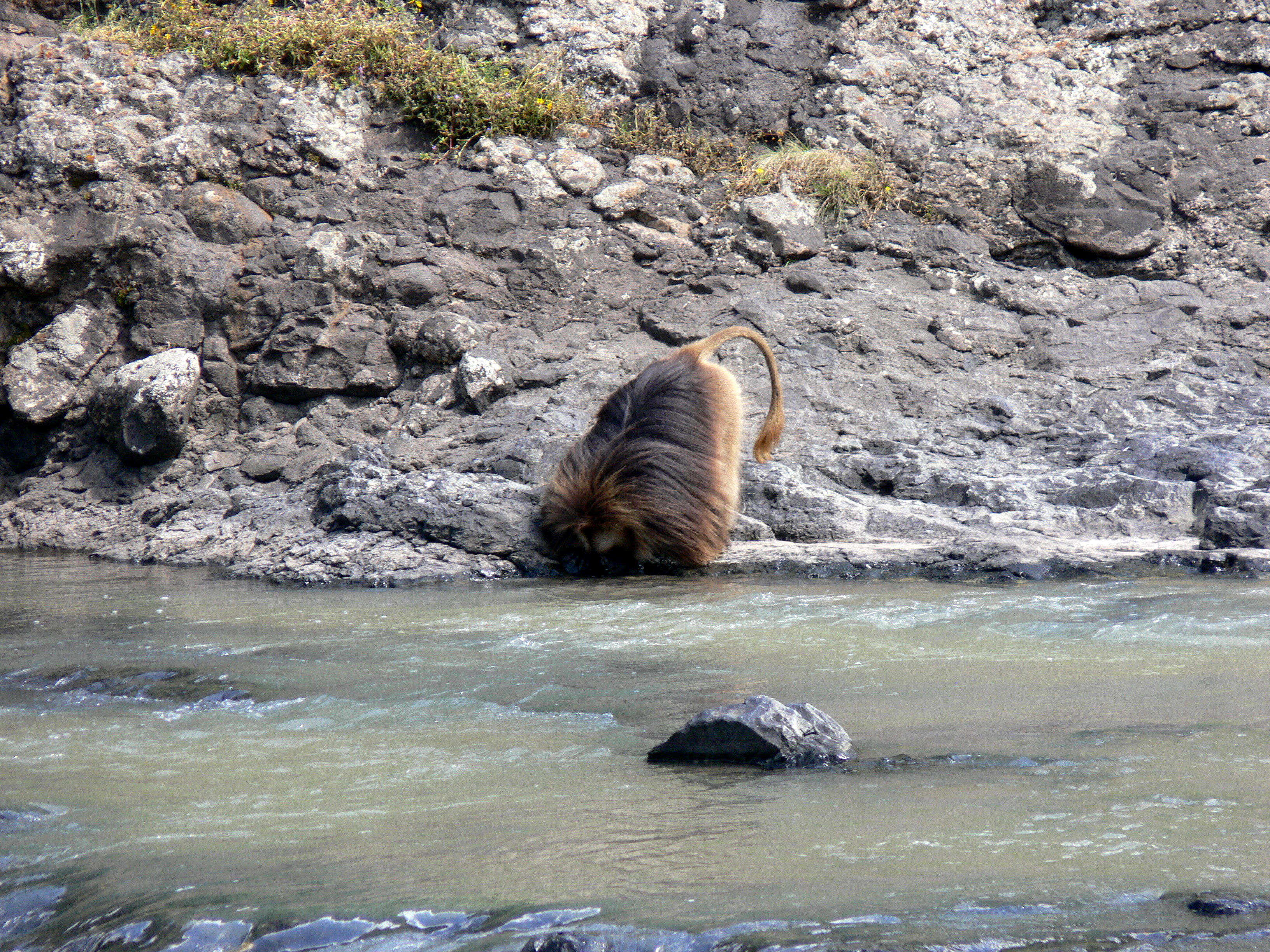
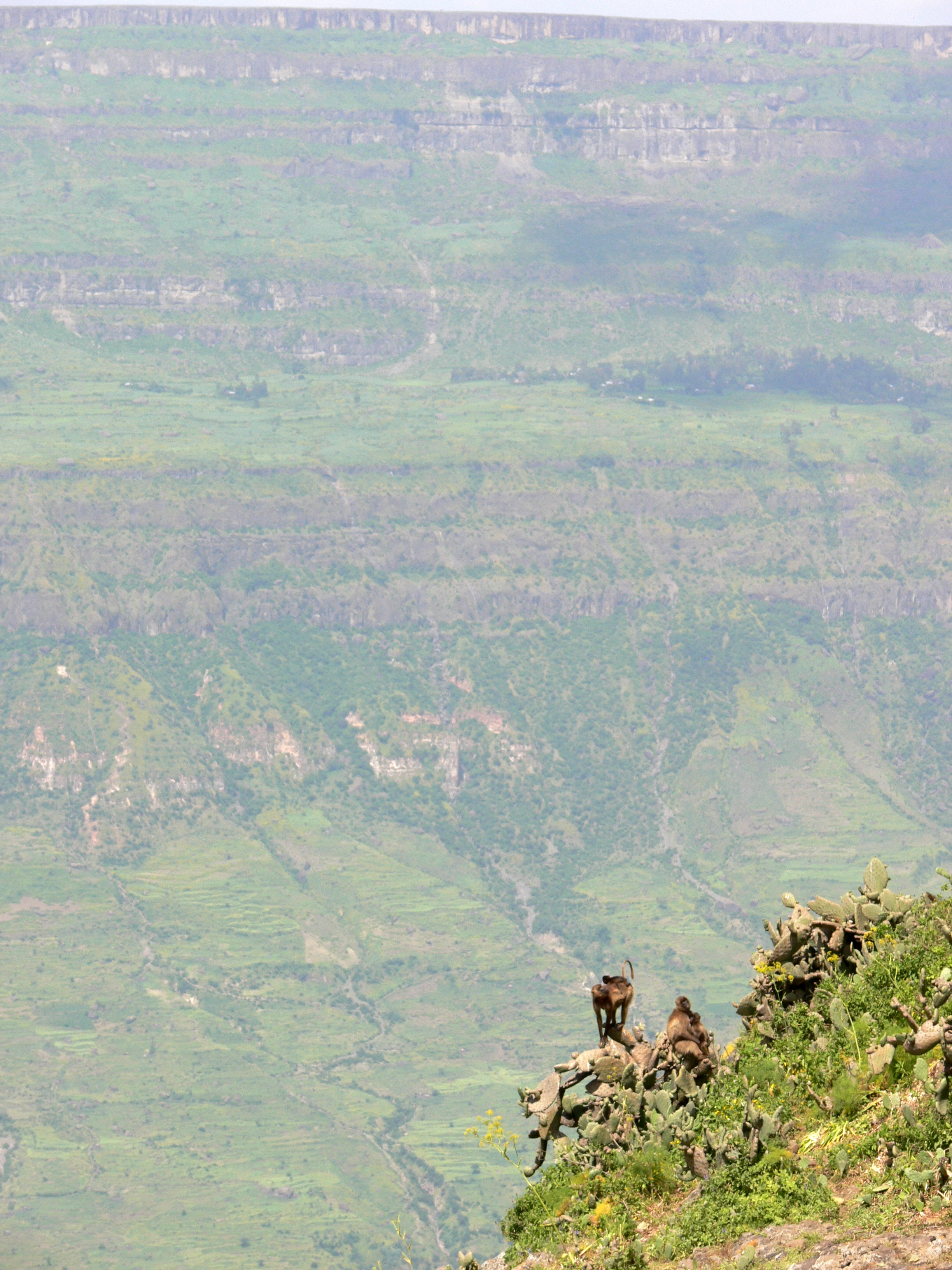